# 730
| 730                |
| ------------------ |
| Dødsfald - Fødsler |
|                    |

| Gregoriansk kalender | 730 DCCXXX              |
| Ab urbe condita      | 1483                    |
| Armensk kalender     | 179 ԹՎ ՃՀԹ              |
| Kinesiske kalender   | 3426 – 3427 己巳 – 庚午 |
| Etiopisk kalender    | 722 – 723               |
| Jødisk kalender      | 4490 – 4491             |
| Hindukalendere       |                         |
| - Vikram Samvat      | 785 – 786               |
| - Shaka Samvat       | 652 – 653               |
| - Kali Yuga          | 3831 – 3832             |
| Iransk kalender      | 108 – 109               |
| Islamisk kalender    | 111 – 112               |

Se også 730 (tal)